# Zamek w Pilicy
Zamek w Pilicy – zabytkowy zamek w mieście Pilica (województwo śląskie).
Palazzo in fortezza na Wyżynie Krakowsko-Częstochowskiej składa się z pałacu zbudowanego na początku XVII w. i przebudowanego w XVIII i XIX w., który jest otoczony fortyfikacjami bastionowymi z XVII w.

## Historia

### Dwór Padniewskich
W 1570 roku od Jana Pileckiego, starosty horodelskiego, kupił Pilicę biskup krakowski Filip Padniewski herbu Nowina. Następnie przekazał ją swojemu bratankowi Wojciechowi Padniewskiemu, kasztelanowi oświęcimskiemu i jego żonie Jadwidze Dębińskiej. Wojciech Padniewski nieco przed 1605 rokiem rozpoczął budować późnorenesansową rezydencję i przeniósł się do niej z nieodległego folwarku pod zamkiem w Smoleniu. Po jego śmierci w 1605 roku, budowę kontynuował jego syn Stanisław Padniewski. Rezydencja składała się z dwóch prostokątnych budynków stojących naprzeciwko siebie i połączonych dwoma murami, przez co utworzył się pomiędzy nimi dziedziniec. Wjazd znajdował się od północy. Po śmierci Stanisława Padniewskiego i wygaśnięciu pilickiej linii rodu, nieukończony zamek stał się przedmiotem sporów majątkowych między Dębińskimi i innej linii Padniewskich. 

### Zamek Jerzego Zbaraskiego
Spadkobiercy Padniewskich sprzedali 28 lutego 1613 roku majątek kasztelanowi krakowskiemu Jerzemu Zbaraskiemu, który około 1620 roku rozbudował obiekt wznosząc nad dziedzińcem przykrytą dachem trzynawową salę wspartą na dwóch rzędach kolumn. Od południa, od strony ogrodu włoskiego, Jerzy Zbaraski dodatkowo polecił wydłużyć oba budynki Padniewskich i zbudować dwukondygnacyjną loggię o 13 arkadach. W rezultacie obiekt przybrał formę włoskiej willi. Także pierwsze fortyfikacje wokół pałacu zbudował Jerzy Zbaraski, o czym świadczy list z 1623 roku, w którym jako jeden z zatrudnionych w Pilicy został wymieniony wenecki inżynier wojskowy Andrea dell'Aqua, znany też z prac przy fortyfikacjach Zamościa, Raszkowa, Tarnopola, Brodów. W czasach Jerzego Zbaraskiego powstał zarys czworobocznej twierdzy z sześcioma bastionami połączonymi murami kurtynowymi i wzmocnionymi fosą o szerokości 20 metrów. Niedługo po śmierci Jerzego Zbaraskiego w 1631 roku Szymon Starowolski odnotował istnienie niekończonych fortyfikacji wokół pałacu.

### Zamek Stanisława Warszyckiego
Po Jerzym Zbaraskim zamek odziedziczył Konstanty Wiśniowiecki, którego córka Helena wniosła zamek w posagu w 1636 r. Stanisławowi Warszyckiemu z Dankowa. Z jego inicjatywy około lat 1640-1650 dokończono budowę wałów i bastionów z kazamatami, ale dodatkowo przebudowano rejon bramy, do której przez nowy rawelin prowadził most zwodzony. Warszycki wzmocnił też bastion I i zbudował na nim nadszaniec. Dzięki tej inwestycji zamek stał się nowoczesną jak na ówczesne czasy twierdzą. Pomimo tego w listopadzie 1655 r. podczas potopu szwedzkiego zespół zamkowy został na krótko zajęty, być może bez walki, przez oddział szwedzki pod dowództwem podpułkownika Larsa Lindorma, jednak w lutym 1656 roku zamek został odzyskany przez Warszyckiego. W 1684 roku zmarł Jan Kazimierz Warszycki, w związku z czym do 1704 roku pałac pozostawał własnością wdowy po nim Domiceli z Wierzbowskich Warszyckiej. W 1705 roku podczas III wojny północnej zamek zajęły wojska szwedzkie. 

### Pałac Marii Wesslowej Sobieskiej
W 1731 r. ostatnia z rodu Warszyckich, Emerencjanna Pociejowa, sprzedała zamek Marii z Wesslów Sobieskiej (wdowie po królewiczu Konstantym Sobieskim), która następnie przebudowała pałac. Ona to dobudowała w latach 1731-1740 istniejący do dzisiaj od południa barokowy taras oraz zburzyła dwa południowe bastiony i kurtynę od strony miasta, przez co fortyfikacje przestały mieć jakiekolwiek znaczenie militarne i kompleks nabrał cech wyłącznie pałacowych. W 1734 w drodze z Krakowa do Częstochowy gościł u niej w pałacu król August III Sas. W 1753 r. przekazała Pilicę bratankowi Teodorowi Wesslowi i wstąpiła do klasztoru Sakramentek w Warszawie. W 1783 roku Pilicę przejął w użytkowanie jako wierzytelność Karol Larisch, ale nadal wierzytelności po Teodorze Wesslu były przedmiotem procesów sądowych. W 1787 roku na dobra został nałożony areszt na rzecz wierzycieli, a Trybunał Koronny w Lublinie stworzył z tego majątku masę spadkową i przyznał do niej prawo 86 osobom i instytucjom. W 1802 roku Główny Bank Berliński sprzedał Pilicę Teodorze z Dąmbskich Kownackiej, jednak pałac ulegał coraz większej rujnacji. W 1810 roku zamek w Pilicy odwiedził w drodze do Krakowa król saski i książę warszawski Fryderyk August I, ale pałac był w tym czasie zrujnowany i Teodora Kownacka mieszkała w lewej oficynie. Kownacka odsprzedała Pilicę Bankowi Berlińskiemu w 1822 roku, a ten w 1830 roku sprzedał ją Józefie z Przerembskich Skorupkowej. W 1846 roku zawalił się dach pałacu. Zięć Skorupkowej, Zefiryn Ratomski, zaciągnął kredyt pod zastaw majątku w Towarzystwie Kredytowym Warszawskim. Kredytu nie spłacił, w konsekwencji czego TKW przejęło pałac w Pilicy. W 1851 r. pałac kupił na licytacji Christian August Moes z Choroszczy, który przeprowadził remont i znaczną przebudowę wnętrz pałacu.

### Pałac Epsteina i Puchały
W 1874 r. pałac kupił warszawski przemysłowiec Leon Epstein, który rozpoczął remont pałacu. W latach 1875–1880 pałac otrzymał kostium neorenesansowy, zbudowano dwie oranżerie, przebudowano kordegardę, zbudował w wale twierdzy nową romantyczną bramę z pozornymi strzelnicami, a fortyfikacje ozdobił w stylu romantycznym. W miejsce okładziny kamiennej wprowadzono lico ceglane z elementami neogotyckimi. Zbudowano też nową bramę od północy. W 1880 r. z powodu problemów finansowych i paraliżu Leona Epsteina, rodzina opuściła pałac i przeniosła się do Krakowa. Początkowo majątkiem kierowali zarządcy, po czym zapadła decyzja o sprzedaży zespołu zamkowego. Kupił go w 1882 roku Zygmunt Frumkin z Grodna, a w 1884 roku majątek nabył Karol Brzozowski z Brzozówki na Podolu. W 1894 r. pałac kupił Zdzisław Puchała. Na frontonie pałacu, w panopliach znajdują się tarcze z herbami: Puchała – Zdzisława Puchały (lewy) i Rawicz – jego żony Pelagii Dziewulskiej (prawy).

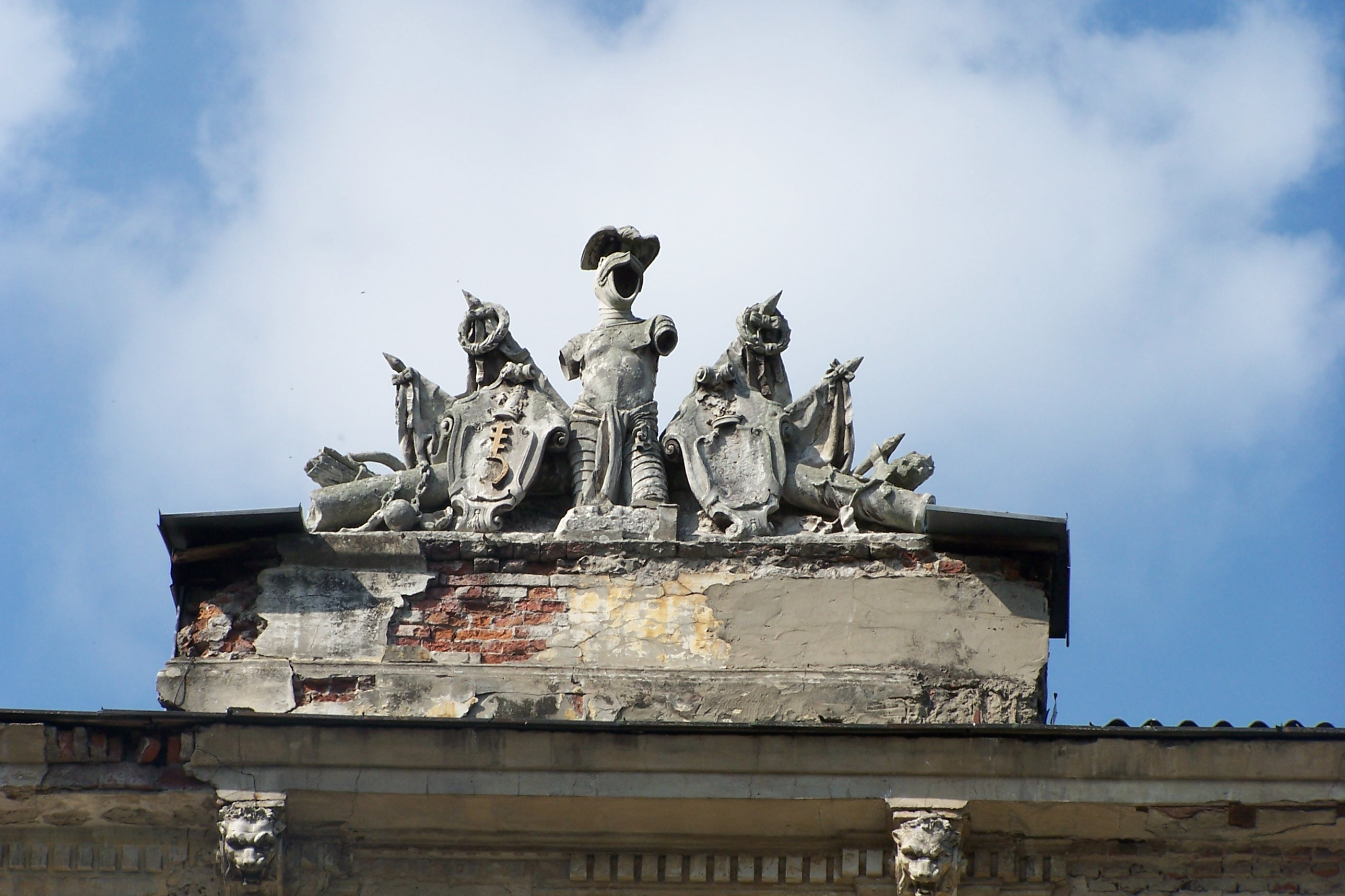
Fronton z herbami w panopliach
Herb Puchała Zdzisława Puchały
Herb Rawicz Pelagii Dziewulskiej

### Pałac w XX wieku
W 1908 r. od Pelagii z Dziewulskich (wdowy po Zdzisławie Puchale) pałac i okoliczne majątki kupił inżynier Kazimierz Arkuszewski, którego potomkowie byli właścicielami zamku do 1945. W czasie I wojny światowej pałac zajęły wojska austriackie.
W czasie II wojny światowej od końca 1942 do wiosny 1944 r. na zamku stacjonował pluton zmotoryzowanej żandarmerii niemieckiej - Gendarmerie Mot-Zug 63 pod dowództwem lejtnanta Herberta Kreske. Pluton ten pod murami zamku rozstrzelał ok. 80 Polaków i ok. 70 Żydów. W 1945 r. pałac stał się szpitalem polowym Armii Czerwonej z związku z czym zostały zniszczone wyposażenie w postaci mebli i biblioteki. Następnie odebrano majątek Arkuszewskim. W 1948 roku właścicielem pałacu stało się Kuratorium Oświaty i Wychowania w Krakowie, a pałac przeznaczono na dom dziecka dla dziewcząt, szkołę, a od 1957 do 1982 roku mieścił się tam zakład poprawczy dla chłopców. W 1952 roku usunięto z wałów część dekoracji z końca XIX wieku. W latach 1960–1962 konserwowano częściowo pałacowe wnętrza.
W 1985 r. przeprowadzono wykopaliska archeologiczne w rejonie dawnej bramy. W maju 1989 r. zespół pałacowy od Skarbu Państwa kupiła Barbara Piasecka Johnson, która planowała przeznaczyć go na swoją rezydencję oraz otwartą dla publiczności galerię malarstwa z jej zbiorów, w których były m.in. Św. Prakseda Vermeera, Portret mężczyzny w pozycji akimbo Rembrandta, Zejście do piekieł Mantegny, Szkic kredką Rafaela Santi, Ofiarowanie Izaaka Caravaggia, Chrystus na Krzyżu El Greca, Bitwa pod Asolą Tintoretta, Studium siedzącego starca Sandro Botticellego, a także dzieła Carracciego, Lucasa Cranacha, Edgara Degasa, Leonarda da Vinci, Velázqueza, Fra Angelica, Paula Gauguina, Vincenta van Gogha, Giorgionego, Henri Matissa, Pieta Mondriana, Modiglianiego, Moneta, Tycjana. Na zlecenie nowej właścicielki badania architektoniczne pałacu prowadzili Jan Janczykowski, Maria Bicz-Suknarowska, Marian Myszka i archeolog Błażej Muzolf. Projekt adaptacji wykonywał zespół pod kierunkiem arch. Leszka Filara z Krakowa, a następnie zespół architektów wrocławskich: B. Krupska, B. Kubik-Strzębała i M. Karst. W 1991 r. w wyremontowano jedną z oficyn, starą kordegardę i wykonano nową bliźniaczą przy bramie. Po rocznym remoncie prac zaprzestano, ponieważ roszczenia do zamku zgłosili potomkowie Kazimierza Arkuszewskiego zarzucający, że Skarb Państwa sprzedał pałac bez zgody Ministra Kultury. W związku z tym Sąd Wojewódzki w Katowicach, mimo wydanych już 3 mln dolarów na remont, zakazał Barbarze Piaseckiej-Johnson prowadzenia dalszych prac. W 1996 r. Sąd Okręgowy w Katowicach uznał, że akt notarialny sprzedaży jest nieważny, ponieważ na sprzedaż nie wyraził zgody Minister Kultury. Postępowanie odwoławcze w tej sprawie nie zakończyło się aż do śmierci Piaseckiej-Johnson w kwietniu 2013 r..

## Fortyfikacje bastionowe
Obwarowania zamku rozpoczął budować kasztelan krakowski Jerzy Zbaraski około 1620 roku, a po przerwie po jego śmierci, ukończył je Stanisław Warszycki około 1645 roku. Umocnienia na planie prostokąta o wymiarach zewnętrznych od 168 do 217 metrów składały się z sześciu bastionów o charakterze włoskich piatta-form. Bastiony łączył wał, który miał wysokość od 10 do 16 metrów i pierwotnie był oskarpowany murem z kamienia łamanego z narożnikami z kamiennego ciosu. Widoczny dziś płaszcz ceglany na wałach został dodany około 1874–1894 roku. Szerokość górnej powierzchni wału wynosi około 10 metrów, co w XVII wieku umożliwiało ustawienie na nim ciężkiej artylerii. Przedpiersie było murowane. Na bastionie zachodnim (I) zachowane są ślady nadszańca ziemnego o obecnej wysokości 3 metrów, na którym mogła być założona bateria nawet 4 ciężkich dział. Przy północnym barku wysuniętego rawelinu zachowały się dwie, znajdujące się jedna nad drugą, sklepione kazamaty. Obecna brama powstała w XIX wieku i jest przysunięta do bastionu, natomiast od XVII do XIX wieku brama znajdowała się w połowie długości muru. Od zachodu i południa była wykopana fosa o szerokości około 20 metrów. Przy narożniku bastionu I głębokość fosy wynosi 8 metrów.

## Park
Wokół pałacu znajduje się park o powierzchni 10 hektarów o bogatej roślinności, uznany za pomnik przyrody jako dzieło sztuki ogrodowej. W parku znajduje się klasycystyczna studnia.

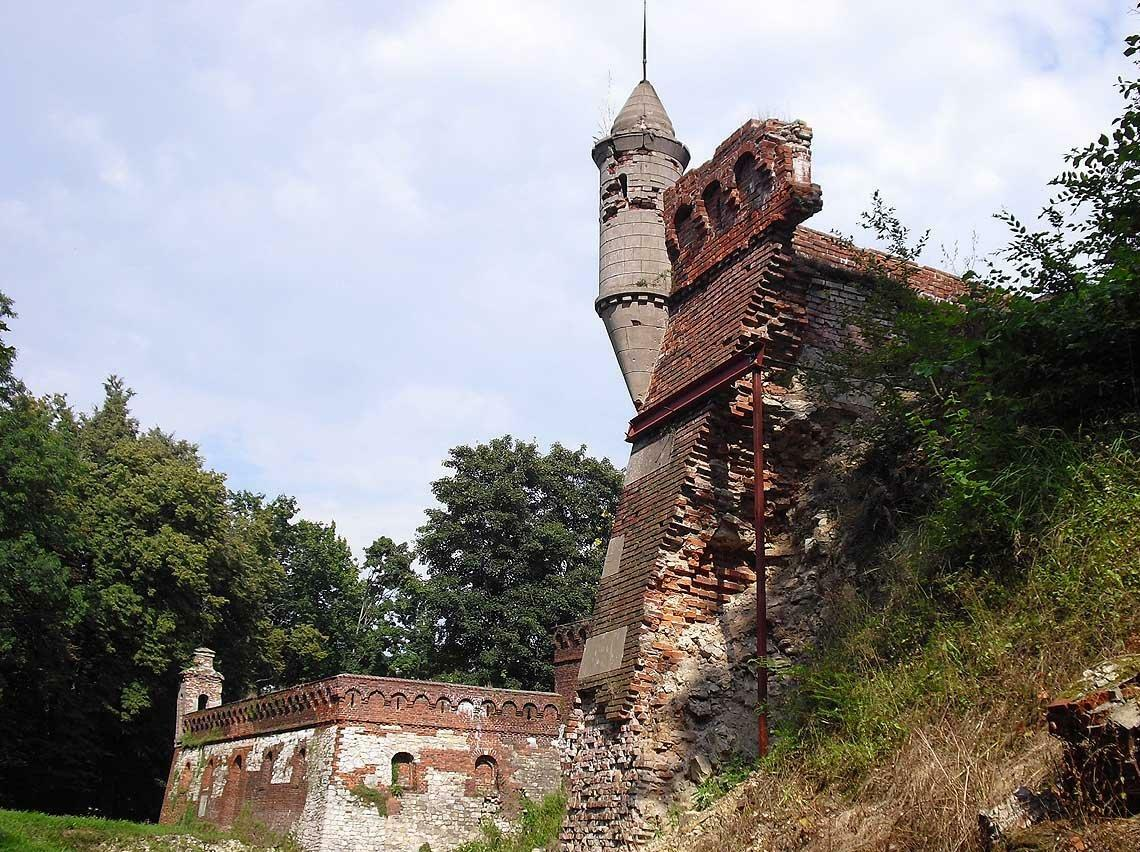
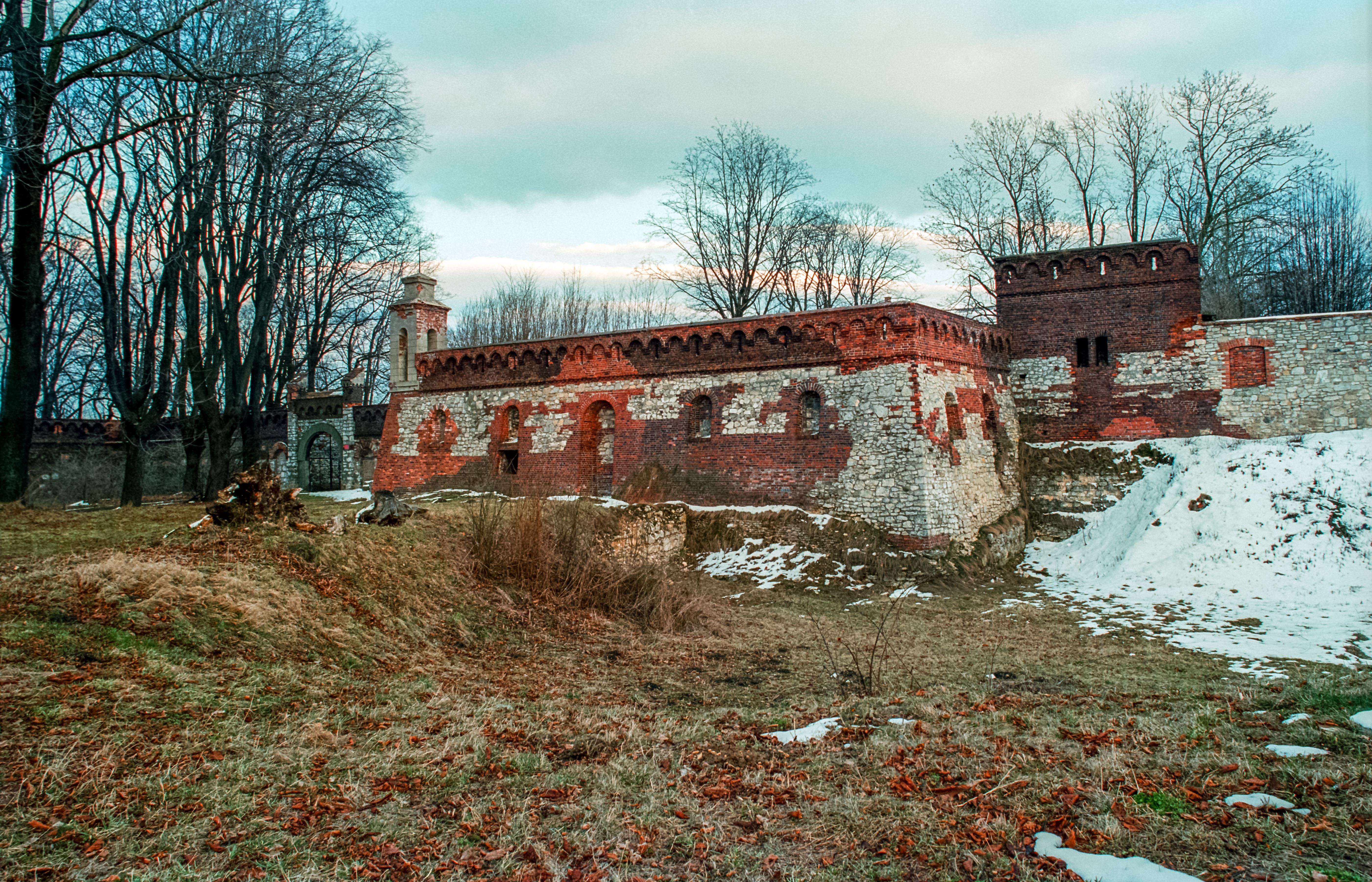
Bastionowe mury, XVII w.
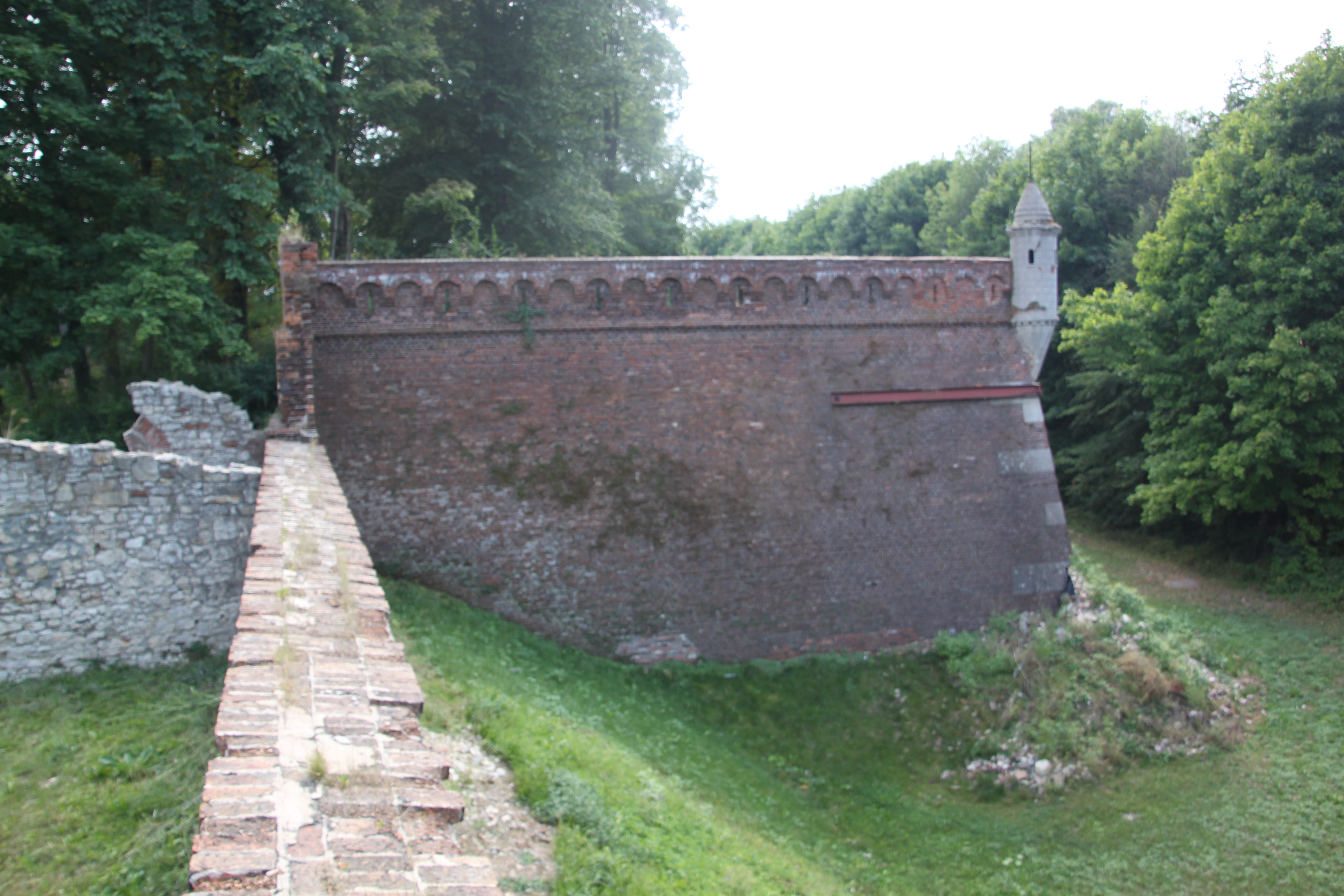
Bastionowe mury, XVII w.
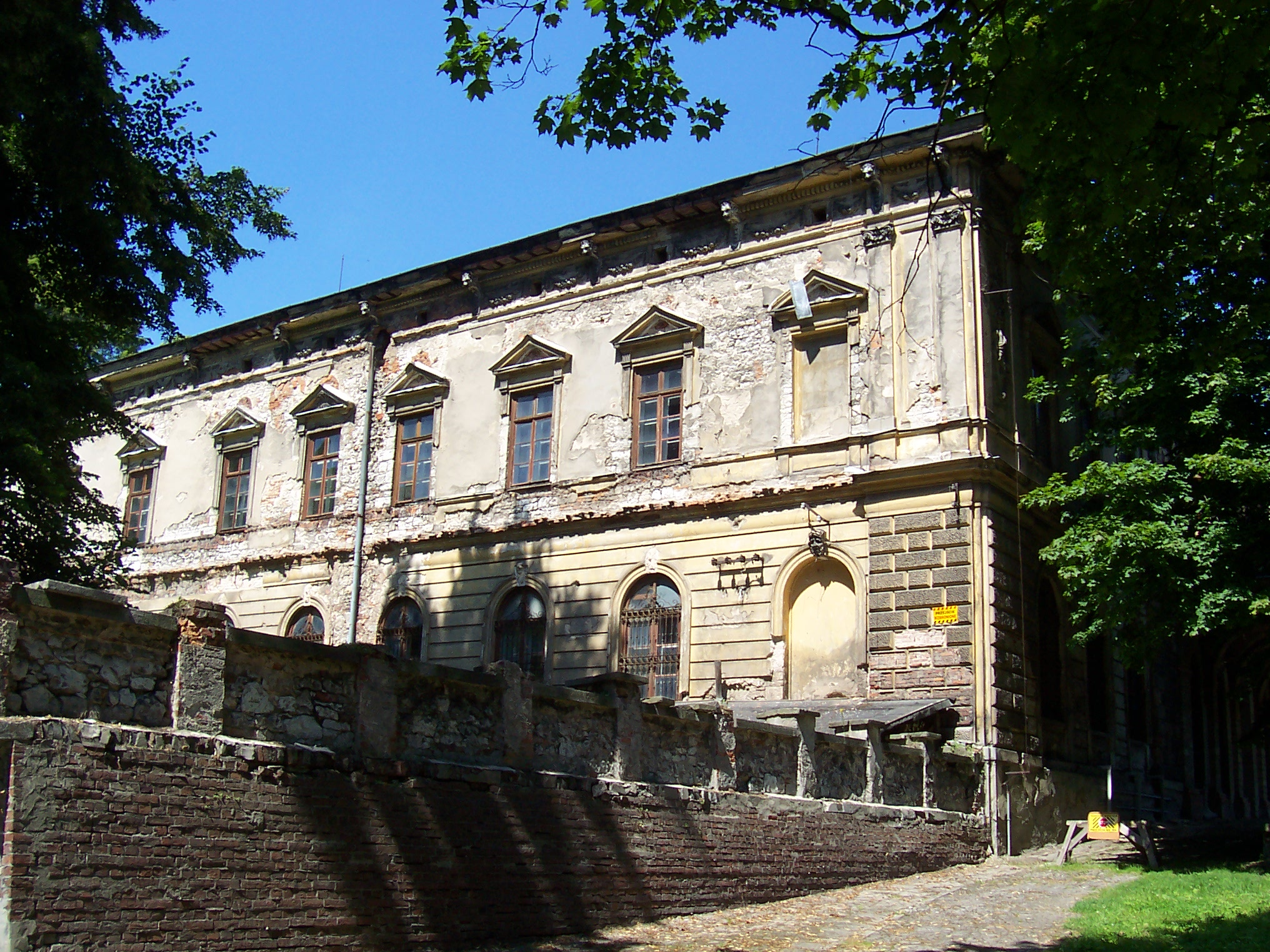
Pałac
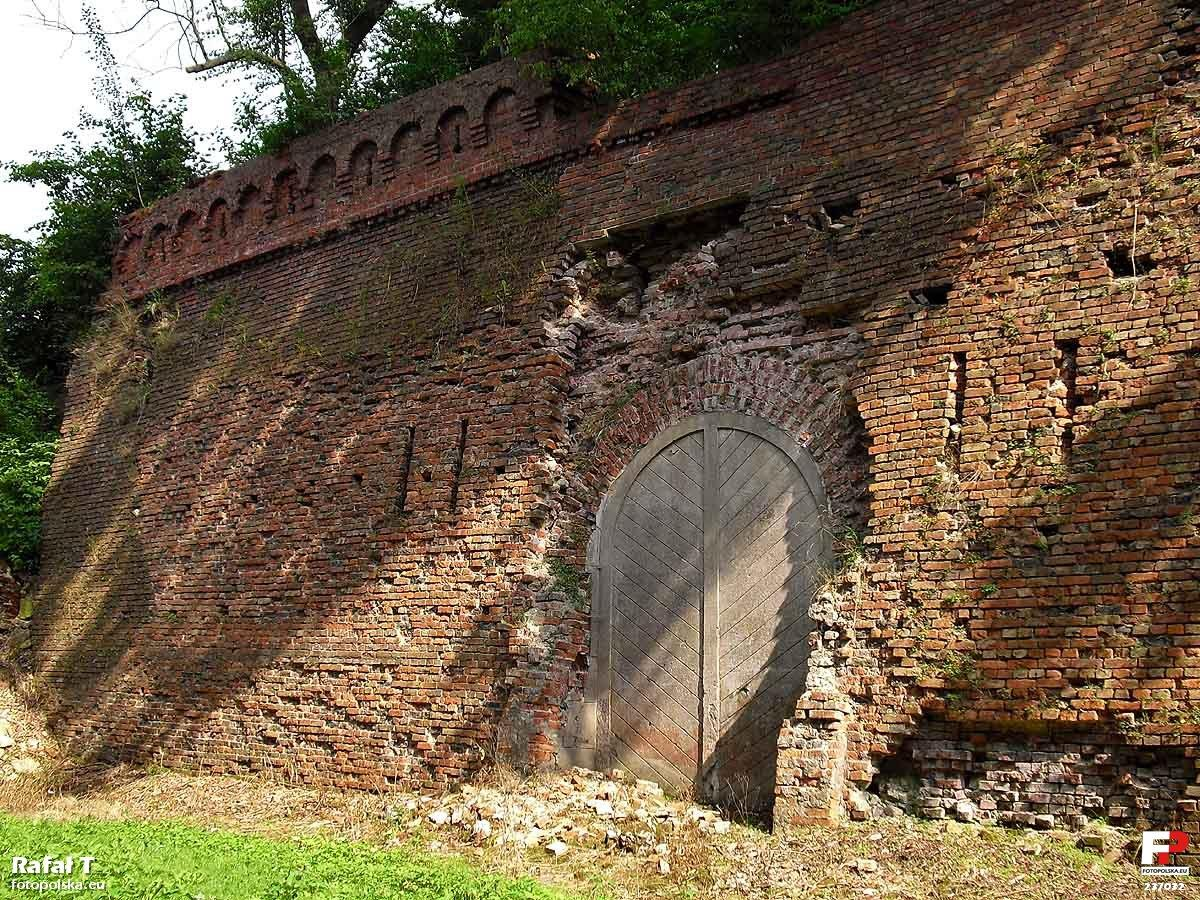
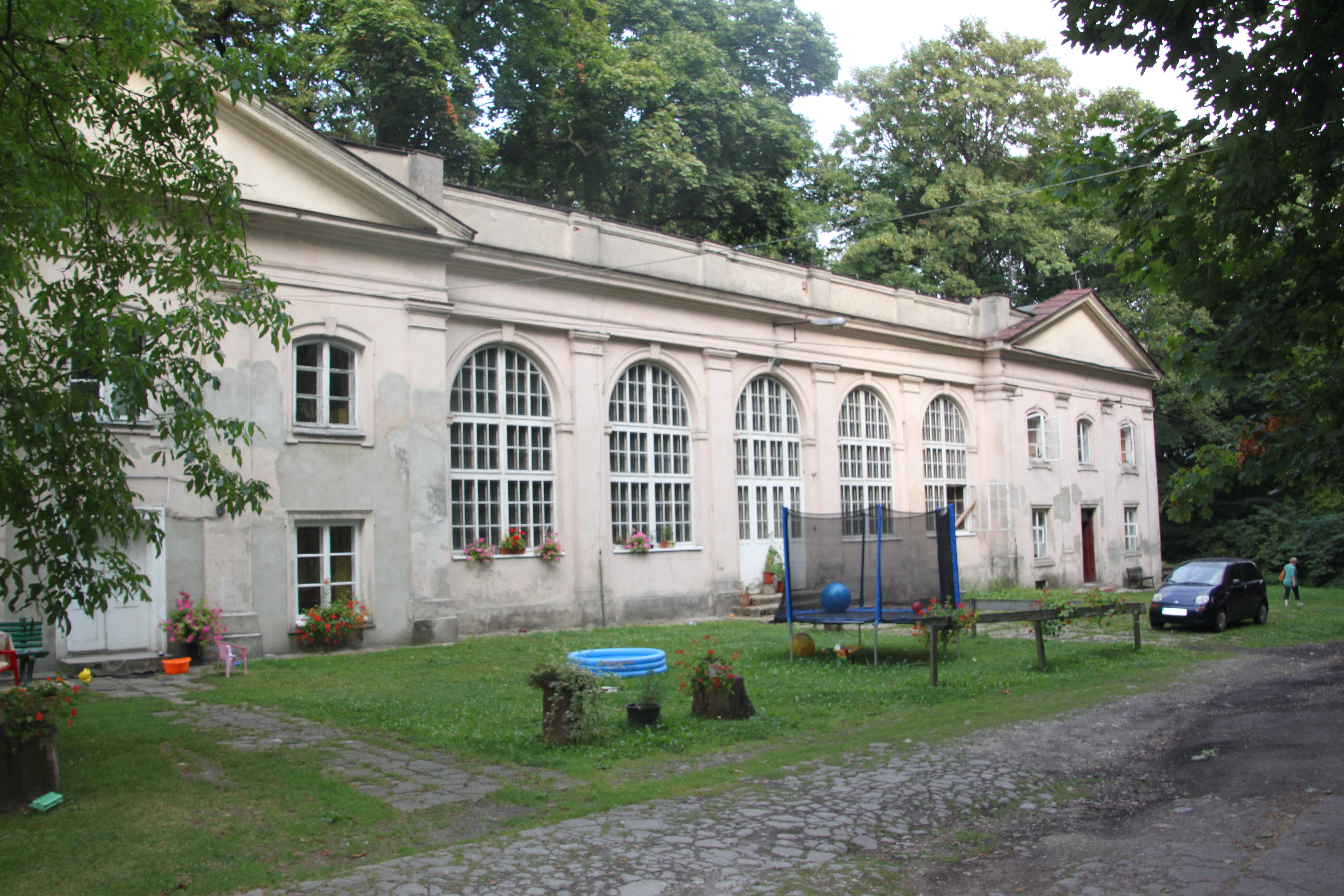
Oranżeria
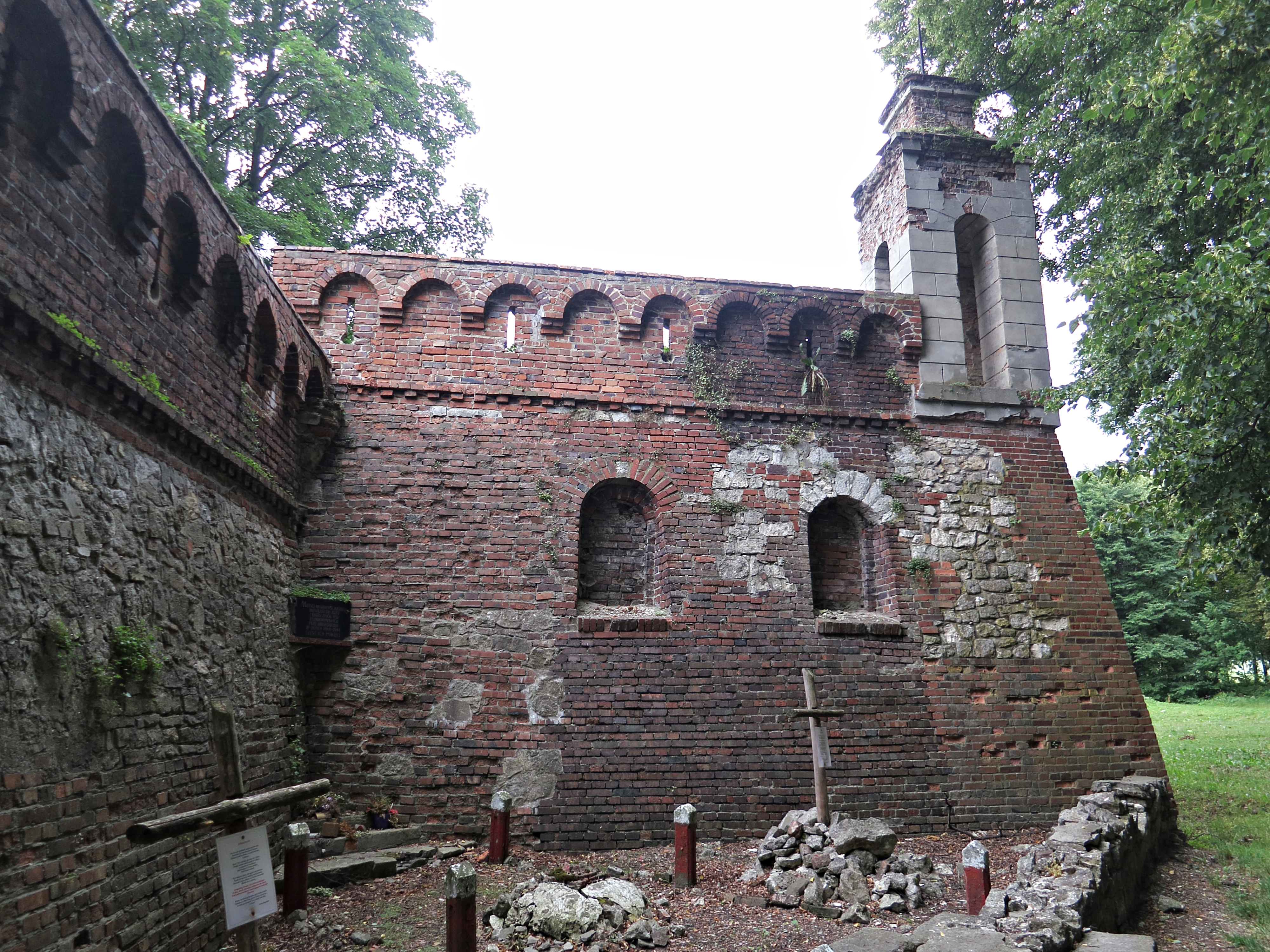
Bastion